# Patinaje de velocidad sobre hielo

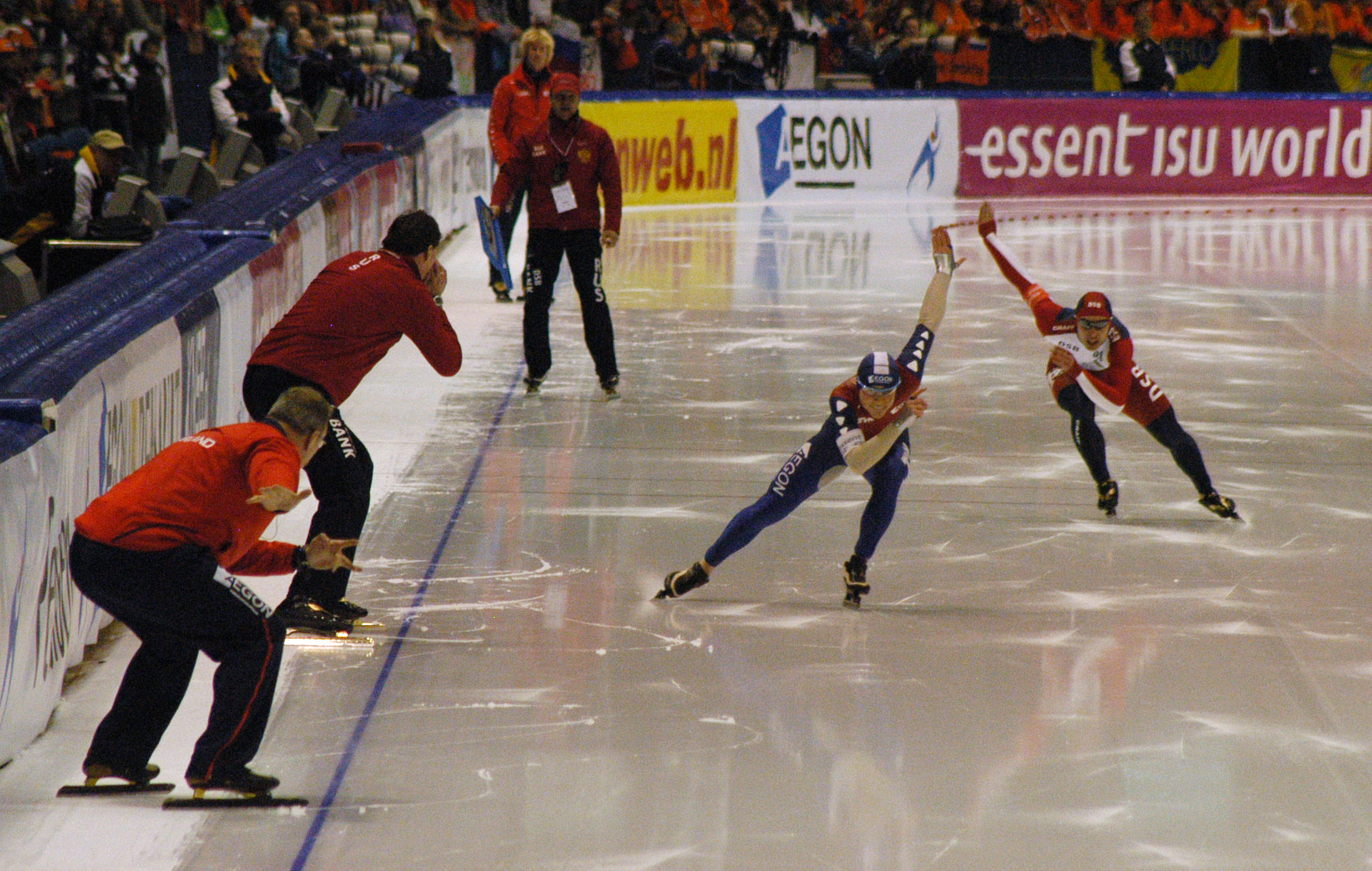
Países Bajos 2008

El patinaje de velocidad sobre hielo es un deporte que consiste en carreras de varias distancias sobre una pista de hielo con forma alargada y en la que los competidores van provistos de patines.
Como la mayoría de los deportes de invierno el patinaje sobre hielo empezó como una necesidad, en este caso de transporte para poder atravesar ríos o lagos congelados, algo muy habitual en las zonas frías del Norte de Europa. En la antigüedad los patines estaban hechos bien de huesos de animales o bien de madera.
Los primeros patines con filo de hierro datan del siglo XVI en Escocia, y ya en 1850 E.W. Bushnell, de Filadelfia (Estados Unidos), fue el primero en fabricar el patín de acero, mucho más ligero y resistente, el cual se sigue usando en la actualidad.
El patinaje de velocidad fue el primer deporte en el mundo que se practicó en el hielo, así como el primer deporte invernal de la historia, y el país donde mayor auge tuvo fue en Países Bajos, ya que este país cuenta con multitud de canales de agua que se congelan en invierno, donde todos los ciudadanos pueden practicar de manera libre y abierta patinaje. Por esta razón es hoy día una de las grandes potencias mundiales de este deporte, donde incluso patinadores de otras partes de Europa y del mundo llegan a Países Bajos para prepararse. Los primeros campeonatos del mundo se celebraron en 1889 y el patinaje de velocidad fue incluido en el programa de los primeros Juegos Olímpicos de Invierno en Chamonix 1924.
La pruebas se disputan en una pista de 400 metros de longitud, similar a una pista de atletismo, con dos rectas y dos curvas. Los participantes compiten de dos en dos, contra el reloj,  cronometrándose el tiempo que tarda cada uno en recorrer la distancia de que se trate. Cuando todos los participantes hayan finalizado su recorrido gana el que haya hecho el menor tiempo en el recorrido. 
Una de las características más llamativas de estas carreras es que en cada vuelta los dos participantes deben intercambiar la calle por la que circulan, de manera que el que va por la calle interior debe pasar a la exterior y al revés. Así se consigue que ambos recorran la misma distancia en el mismo número de vueltas. La calle interior y la exterior están separadas por pequeños conos, excepto en la zona donde debe hacerse el intercambio. En algunas ocasiones esto puede dar lugar a accidentes al chocar dos participantes, por lo que les conviene ir muy atentos.
- En los Juegos Olímpicos se disputan 12 pruebas, 6 masculinas y seis femeninas:

- Las masculinas son: 500 metros, 1000 metros, 1500 metros, 5000 metros, 10000 metros y persecución por equipos.
- Las femeninas son: 500 metros, 1000 metros, 1500 metros, 3000 metros, 5000 metros y persecución por equipos.

En la prueba de 500 metros los participantes deben realizar dos carreras, sumándose los tiempos de ambas para computar el total de la prueba. En el resto de distancias cada participante solo disputa una carrera.
La prueba de persecución por equipos es de reciente creación, y se ha disputado por primera vez en los Juegos Olímpicos de Turín 2006. Se parece mucho a la persecución por equipos de ciclismo en pista. Los equipos son de tres patinadores que van relevándose y al final el tiempo del equipo es el del tercero que entre en la  meta.
En la historia del patinaje de velocidad ha habido grandes estrellas que han ganado muchas medallas y batido récords. Podemos citar al estadounidense Eric Heiden, que ganó cinco medallas de oro en los Juegos Olímpicos de Lake Placid 1980, Johann Olav Koss de Noruega (otro país potencia mundial en este deporte), gran estrella en los Juegos Olímpicos de Lillehammer 1994, la estadounidense Bonnie Blair, dominadora en las pruebas cortas de Lillehammmer, o Lidia Skoblikova de la Unión Soviética, que ganó cuatro medallas de oro en los Juegos Olímpicos de Innsbruck 1964.
Del patinaje de velocidad se desprende otra modalidad del patinaje que se denomina patinaje de velocidad en pista corta (Short track), que también es deporte olímpico.

## Resumen

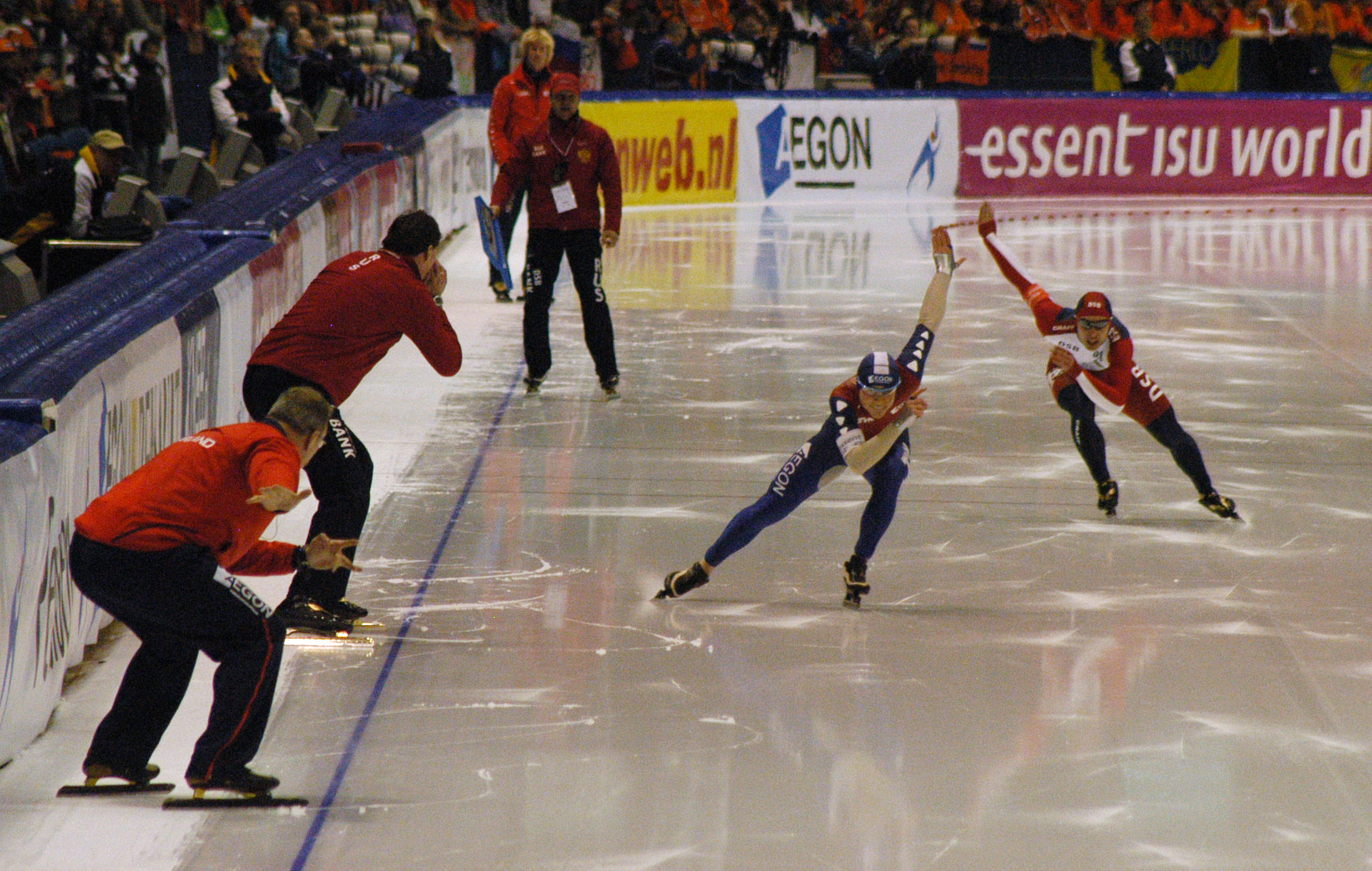
Patinaje de velocidad en pista larga, Thialf, 2008.

La pista estándar para el patinaje de pista larga es de 400 metros, pero ocasionalmente se utilizan pistas de 200, 250 y 3331⁄3 metros. Es una de las dos modalidades olímpicas de este deporte y la que tiene más historia.
Las reglas de la ISU permiten cierto margen de maniobra en el tamaño y el radio de las curvas.
El patinaje de velocidad en pista corta tiene lugar en una pista más pequeña, normalmente del tamaño de una pista de hockey sobre hielo, en una pista ovalada de 111,12 metros. Las distancias son más cortas que en las carreras de pista larga, y la carrera individual olímpica más larga es de 1.500 metros (el relevo femenino es de 3.000 metros y el masculino de 5.000 metros). Las pruebas suelen celebrarse con un formato eliminatorio, en el que los dos mejores de las series de cuatro o cinco se clasifican para la carrera final, en la que se conceden las medallas. Las descalificaciones y las caídas no son infrecuentes.

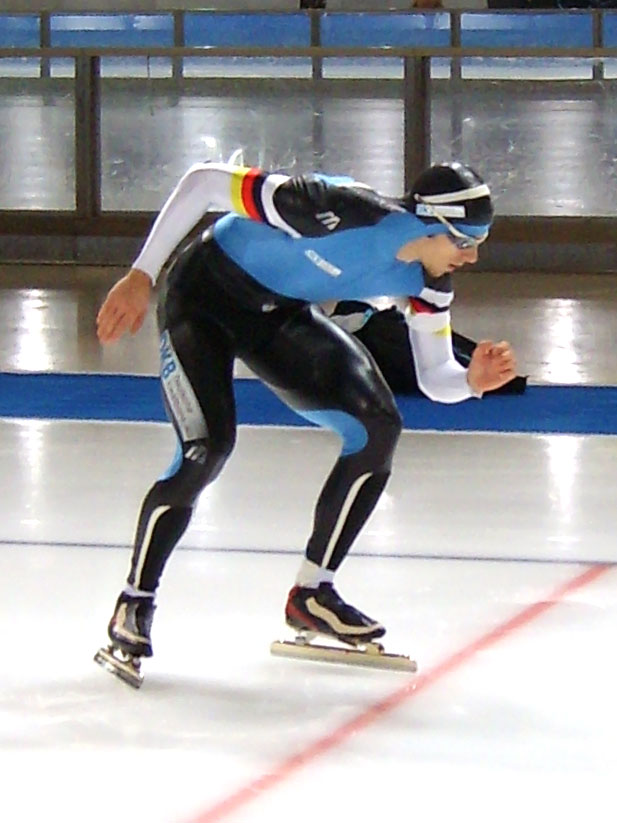
Partida individual.

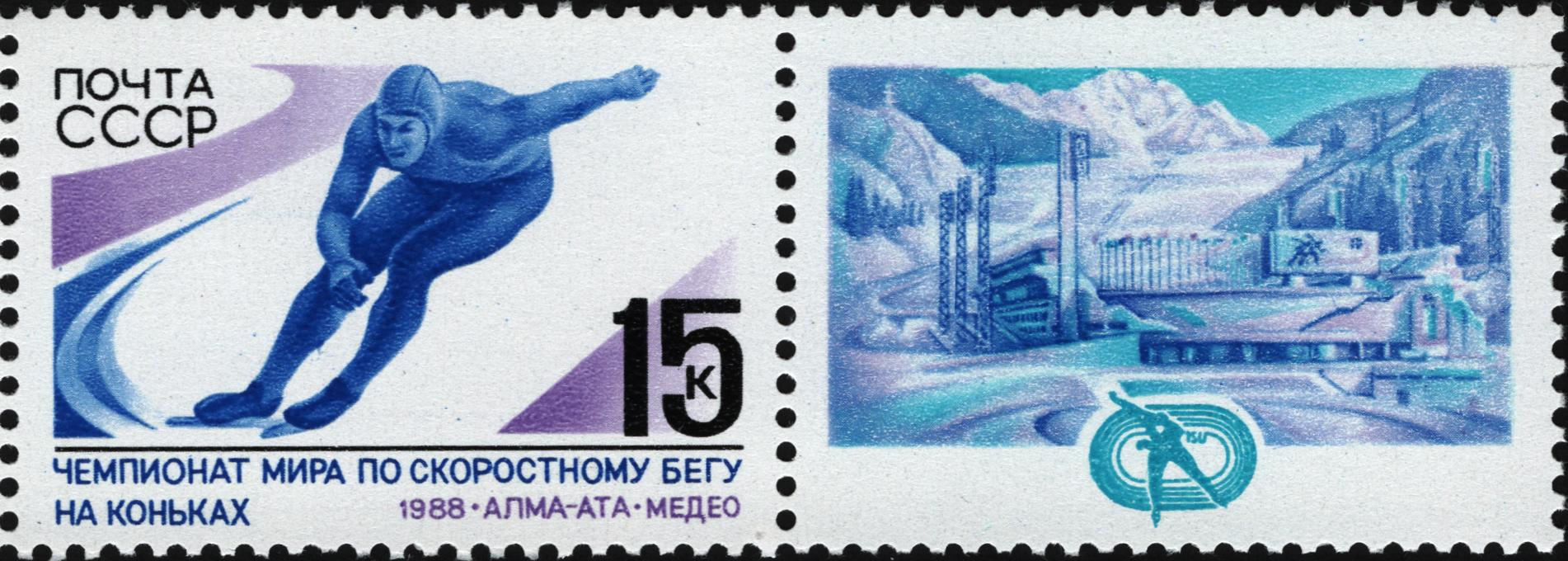
Sello de la Unión Soviética alusivo al patinaje de velocidad.

Hay variaciones en las carreras de salida masiva. En el reglamento de los deportes de patinaje, se describen ocho tipos diferentes de salidas en masa. Entre ellas se encuentran las carreras de eliminación, en las que uno o más competidores son eliminados en puntos fijos del recorrido; las carreras de distancia simple, que pueden incluir carreras preliminares; las carreras de resistencia con límites de tiempo en lugar de una distancia fija; las carreras por puntos; y las persecuciones individuales.
Las carreras suelen tener algunas reglas sobre la descalificación si un oponente es obstaculizado injustamente; estas reglas varían entre las disciplinas. En el patinaje de velocidad en pista larga, se sanciona casi cualquier infracción a la pareja, aunque se permite a los patinadores cambiar del carril interior al exterior fuera de la curva final si no son capaces de mantener la curva interior, siempre que no interfieran con el otro patinador. En las carreras de salida masiva, normalmente se permite a los patinadores algún contacto físico.
También se celebran carreras por equipos; en el patinaje de velocidad en pista larga, la única carrera por equipos al más alto nivel de competición es la persecución por equipos, aunque en las competiciones infantiles se celebran carreras de relevos de estilo atlético. Las carreras de relevos también se celebran en las competiciones de pista corta y en línea, pero en este caso, los intercambios pueden tener lugar en cualquier momento de la carrera, aunque los intercambios pueden estar prohibidos durante el último par de vueltas.
La mayoría de las carreras de patinaje de velocidad se celebran en un recorrido ovalado, pero hay excepciones. Los tamaños de los óvalos varían; en el patinaje de velocidad en pista corta, la pista debe ser un óvalo de 111,12 metros, mientras que en el patinaje de velocidad en pista larga se utiliza una pista igualmente estandarizada de 400 metros. Las pistas de patinaje en línea tienen entre 125 y 400 metros, aunque las pistas con bancos sólo pueden tener 250 metros. El patinaje en línea también puede celebrarse en pistas cerradas de entre 400 y 1.000 metros, así como en competiciones en pista abierta en las que las líneas de salida y llegada no coinciden. Esta es también una característica de los maratones al aire libre.
En los Países Bajos, las competiciones de maratón pueden celebrarse sobre hielo natural en canales y masas de agua como lagos y ríos, pero también pueden celebrarse en pistas de 400 metros congeladas artificialmente, en las que los patinadores dan 100 vueltas a la pista, por ejemplo.

## Historia
.

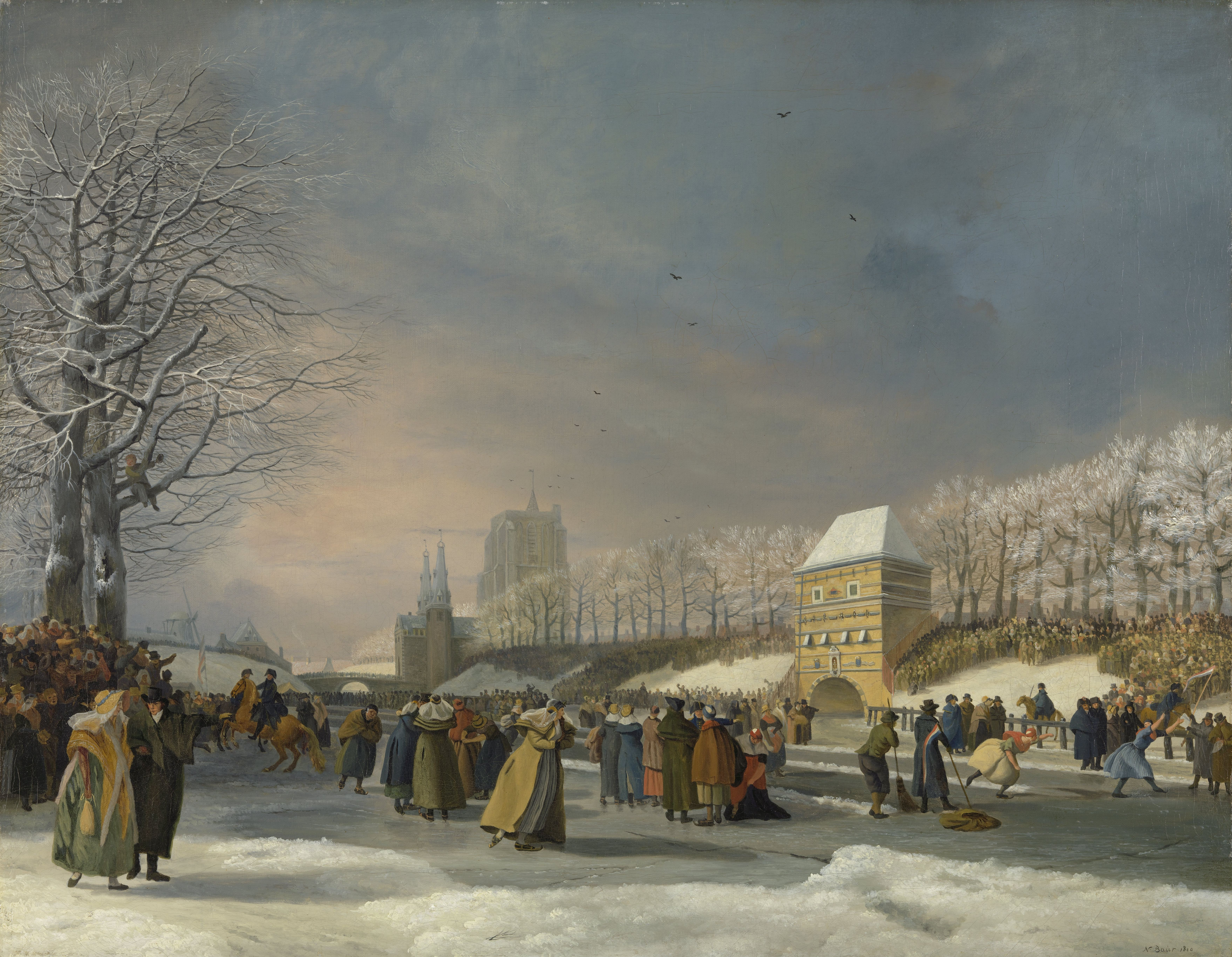
Nicolaas Bauer: Competición de patinaje de velocidad femenino en el canal de la ciudad de Leeuwarden, 1809

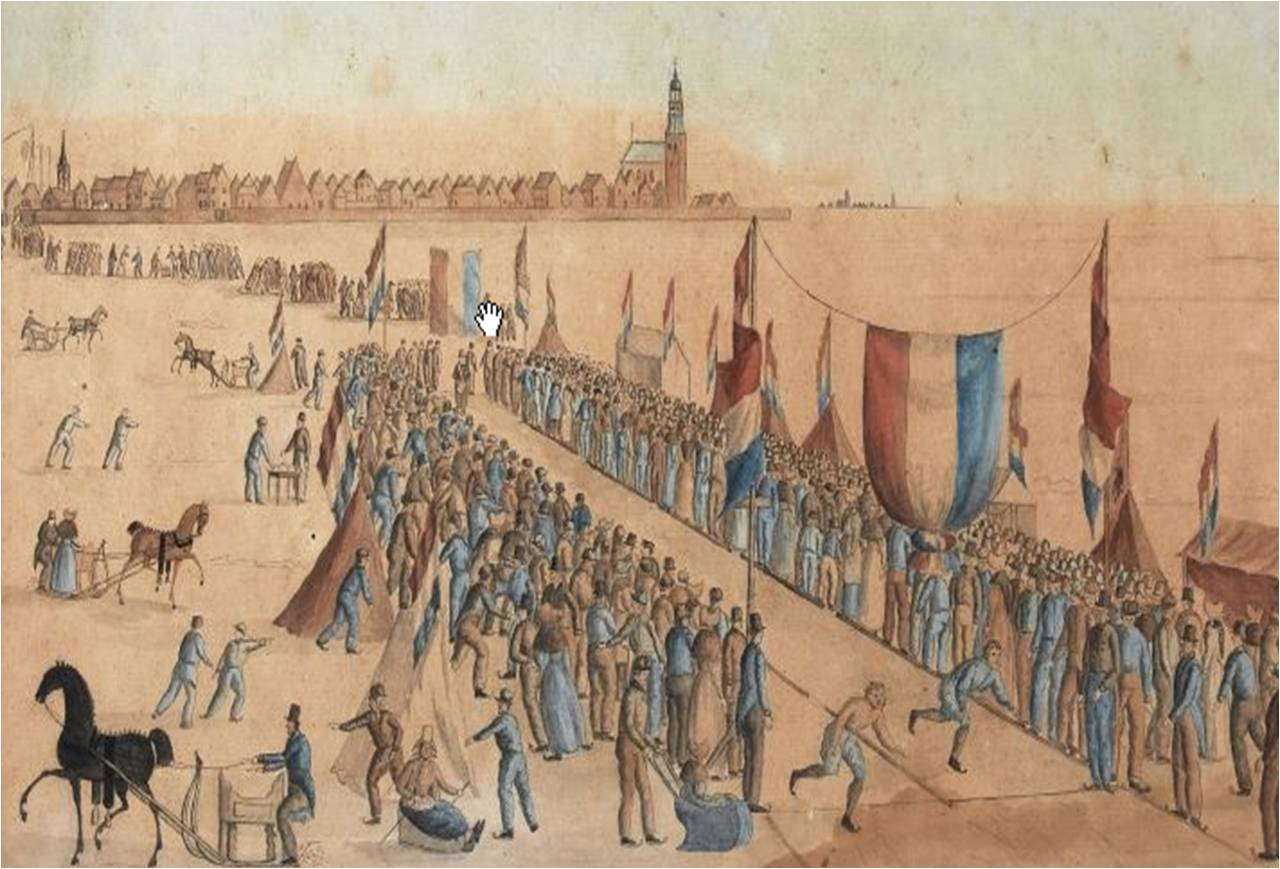
Partido de patinaje de velocidad en el Zuiderzee cerca de Hindeloopen, Países Bajos, en 1828.

Los orígenes del patinaje de velocidad se remontan a hace más de un milenio en el norte de Europa, especialmente en Escandinavia y los Países Bajos, donde los nativos añadían huesos a sus zapatos y los utilizaban para desplazarse por ríos, canales y lagos helados. Al contrario de lo que la gente piensa, el patinaje sobre hielo siempre ha sido una actividad de alegría y deportiva y no una cuestión de transporte y viaje. Por ejemplo, los inviernos en los Países Bajos nunca han sido lo suficientemente estables y fríos como para que el patinaje sobre hielo sea una forma habitual de viajar o un medio de transporte.
Esto ya fue descrito en 1194 por William Fitzstephen, que describió el deporte en Londres.
Más tarde, en Noruega, el rey Eystein Magnusson, más tarde rey Eystein I de Noruega, se jacta de sus habilidades compitiendo en pistas de hielo.
Sin embargo, el patinaje y el patinaje de velocidad no se limitaron a los Países Bajos y a Escandinavia; en 1592, un escocés diseñó un patín con una cuchilla de hierro. Fueron los patines con cuchilla de hierro los que propiciaron la difusión del patinaje y, en particular, del patinaje de velocidad.
En 1642 nació el primer club oficial de patinaje, el Skating Club Of Edinburgh, y en 1763 se celebró la primera carrera oficial de patinaje de velocidad, en Wisbech, en Fens, en Inglaterra, con un premio de 70 guinea.
Durante su estancia en los Países Bajos, la gente comenzó a recorrer las vías fluviales que conectaban las 11 ciudades de Frisia, un reto que acabó dando lugar al Elfstedentocht.
La primera competición oficial conocida de patinaje de velocidad para mujeres tuvo lugar en Heerenveen, Países Bajos, del 1 al 2 de febrero de 1805. La competición la ganó Trijntje Pieters Westra.
Para 1851, los norteamericanos habían descubierto la afición por este deporte, y allí se desarrolló posteriormente la cuchilla de acero. En Noruega también se popularizó el patinaje de velocidad, ya que hubo un gran interés por la carrera de patinaje de velocidad de 1885 en Frognerkilen entre Axel Paulsen y Renke van der Zee.
Los Países Bajos volvieron a la palestra en 1889 con la organización de los primeros campeonatos mundiales. La ISU (Unión Internacional de Patinaje sobre Hielo) también nació en Holanda en 1892.
A principios del siglo XX, el patinaje y el patinaje de velocidad se habían convertido en una importante actividad deportiva popular.

### Desarrollo de la ISU

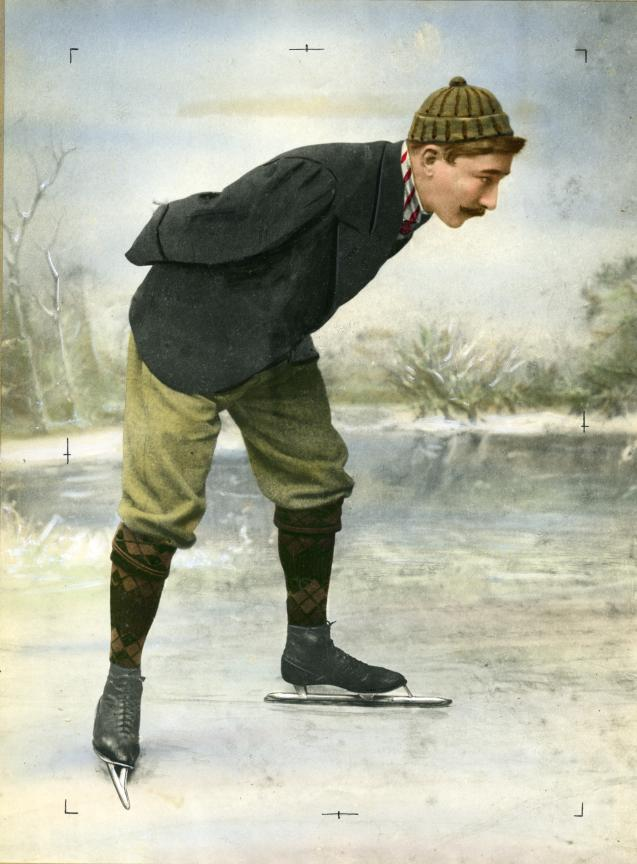
Jaap Eden, el primer campeón mundial oficial.

Las carreras organizadas sobre patines de hielo se desarrollaron en el siglo XIX. Los clubes noruegos organizaron competiciones a partir de 1863, con carreras en Christiania que atraían a multitudes de cinco dígitos. En 1884, el noruego Axel Paulsen fue nombrado Campeón Amateur de Patinaje del Mundo tras ganar competiciones en los Estados Unidos. Cinco años más tarde, un club deportivo de Ámsterdam celebró un evento de patinaje sobre hielo que denominaron campeonato mundial, con participantes de Rusia, Estados Unidos y Reino Unido, además del país anfitrión. La Internationale Eislauf Vereinigung, ahora conocida como la Unión Internacional de Patinaje, se fundó en una reunión de 15 representantes nacionales en Scheveningen en 1892, la primera federación internacional de deportes de invierno. La Nederlandse Schaatsrijderbond se fundó en 1882 y organizó los campeonatos del mundo de 1890 y 1891. Las competiciones se celebraban en pistas de diferentes longitudes -el partido de 1885 entre Axel Paulsen y Remke van der Zee se patinó en una pista de 6/7 millas (1400 metros)- pero la pista de 400 metros fue estandarizada por la ISU en 1892, junto con las distancias estándar para los campeonatos mundiales, 500 m, 1500 m, 5000 m y 10.000 m. Los patinadores empezaban por parejas, cada uno en su carril, y cambiaban de carril en cada vuelta para garantizar que cada patinador completara la misma distancia. Esto es lo que ahora se conoce como patinaje de velocidad en pista larga. Las competiciones eran exclusivamente para patinadores amateurs, lo que se hacía cumplir. Peter Sinnerud fue descalificado por profesionalidad en 1904 y perdió su título mundial.
Los récords mundiales de pista larga se registraron por primera vez en 1891 y mejoraron rápidamente, Jaap Eden rebajando el récord mundial de 5.000 metros en medio minuto durante los Campeonatos Europeos de Hamar en 1894. El récord se mantuvo durante 17 años, y se necesitaron 50 años para rebajarlo en medio minuto más.

### Elfstedentocht
La Elfstedentocht se organizó como competición en 1909 y se ha celebrado a intervalos irregulares, siempre que el hielo del recorrido se considera suficientemente bueno. Más tarde se desarrollaron otras carreras al aire libre, con Frisia en el norte de los Países Bajos acogiendo una carrera en 1917, pero las condiciones naturales del hielo holandés rara vez han sido propicias para el patinaje. La Elfstedentocht se ha celebrado 15 veces en los casi 100 años transcurridos desde 1909, y, antes de disponer de hielo artificial en 1962, se habían celebrado campeonatos nacionales en 25 de los años transcurridos entre 1887, cuando se celebró el primer campeonato en Slikkerveer, y 1961. Desde que el hielo artificial se hizo común en los Países Bajos, los patinadores de velocidad holandeses han estado entre los mejores del mundo en patinaje sobre hielo de pista larga y en patinaje de maratón. Otra solución para poder seguir patinando en maratones sobre hielo natural fue el Alternative Elfstedentocht. Las carreras Alternative Elfstedentocht se celebran en otros países, como Austria, Finlandia o Canadá, y todos los patinadores de maratón de primera línea, así como miles de patinadores recreativos, viajan desde los Países Bajos hasta el lugar donde se celebra la carrera. Según el periodista del NRC Handelsblad, Jaap Bloembergen, el país "adopta un aspecto carnavalesco" durante los campeonatos internacionales de patinaje.

### Juegos Olímpicos

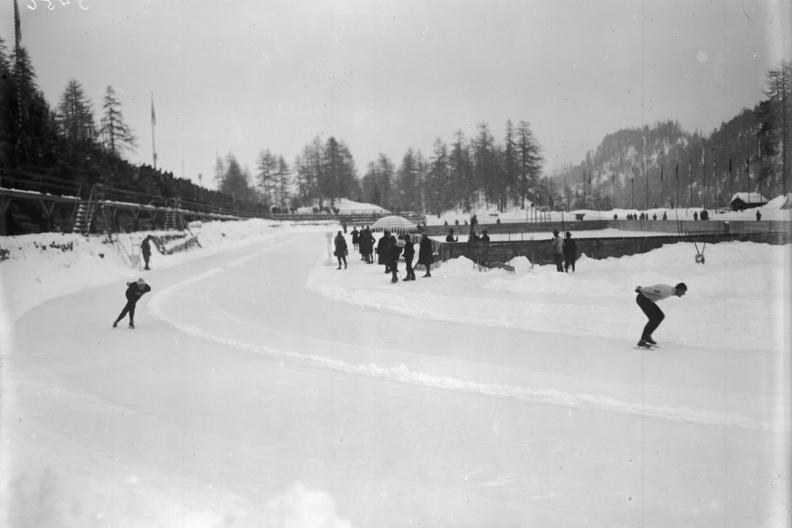
Patinaje de velocidad en los Juegos Olímpicos de Invierno de 1928 en St. Moritz, Suiza.

En el Congreso Olímpico de 1914, los delegados acordaron incluir el patinaje de velocidad sobre hielo en los Juegos Olímpicos de 1916, después de que el patinaje artístico figurara en los Juegos Olímpicos de 1908. Sin embargo, la Primera Guerra Mundial puso fin a los planes de la competición olímpica, y no fue hasta la semana de los deportes de invierno de Chamonix en 1924 -concedida retroactivamente la categoría de olímpica- cuando el patinaje de velocidad sobre hielo llegó al programa olímpico. Charles Jewtraw, de Lake Placid (Nueva York), ganó la primera medalla de oro olímpica, aunque varios noruegos presentes afirmaron que Oskar Olsen había marcado un tiempo mejor. Los problemas de cronometraje en los 500 fueron un problema dentro de este deporte hasta que llegaron los relojes electrónicos en la década de 1960; durante la carrera olímpica de 500 metros de 1936, se sugirió que el tiempo de Ivar Ballangrud en los 500 metros era casi un segundo demasiado bueno. Finlandia ganó las cuatro medallas de oro restantes en los Juegos de 1924, con Clas Thunberg ganando los 1.500 metros, los 5.000 metros y el concurso completo. Fue la primera y única vez que se concedió una medalla de oro olímpica en patinaje de velocidad. El patinaje de velocidad también es un deporte de los Juegos Olímpicos actuales.
Los patinadores noruegos y finlandeses ganaron todas las medallas de oro en los campeonatos mundiales de entreguerras, y letones y austriacos visitaron el podio en los campeonatos europeos. Sin embargo, las carreras norteamericanas solían realizarse al estilo de los paquetes, de forma similar a las carreras de maratón de los Países Bajos, pero las carreras olímpicas debían celebrarse en las cuatro distancias aprobadas por la ISU. La ISU aprobó la sugerencia de que el patinaje de velocidad en los Juegos Olímpicos de Invierno de 1932 se celebrara como carreras en pack, y los estadounidenses ganaron las cuatro medallas de oro. Canadá ganó cinco medallas, todas de plata y bronce, mientras que el defensor del título mundial, Clas Thunberg, se quedó en casa, protestando contra esta forma de competir. En los Campeonatos del Mundo celebrados inmediatamente después de los Juegos, sin los campeones estadounidenses, los corredores noruegos ganaron las cuatro distancias y ocuparon los tres primeros puestos en la clasificación general.
Los dirigentes noruegos, suecos, finlandeses y japoneses del patinaje protestaron ante el USOC, condenando la forma de competir y expresando su deseo de que las carreras de salida masiva no volvieran a celebrarse en los Juegos Olímpicos. Sin embargo, la ISU adoptó la rama del patinaje de velocidad en pista corta, con carreras de salida masiva en pistas más cortas, en 1967, organizó competiciones internacionales a partir de 1976 y las volvió a incluir en los Juegos Olímpicos en 1992.

### Desarrollos técnicos

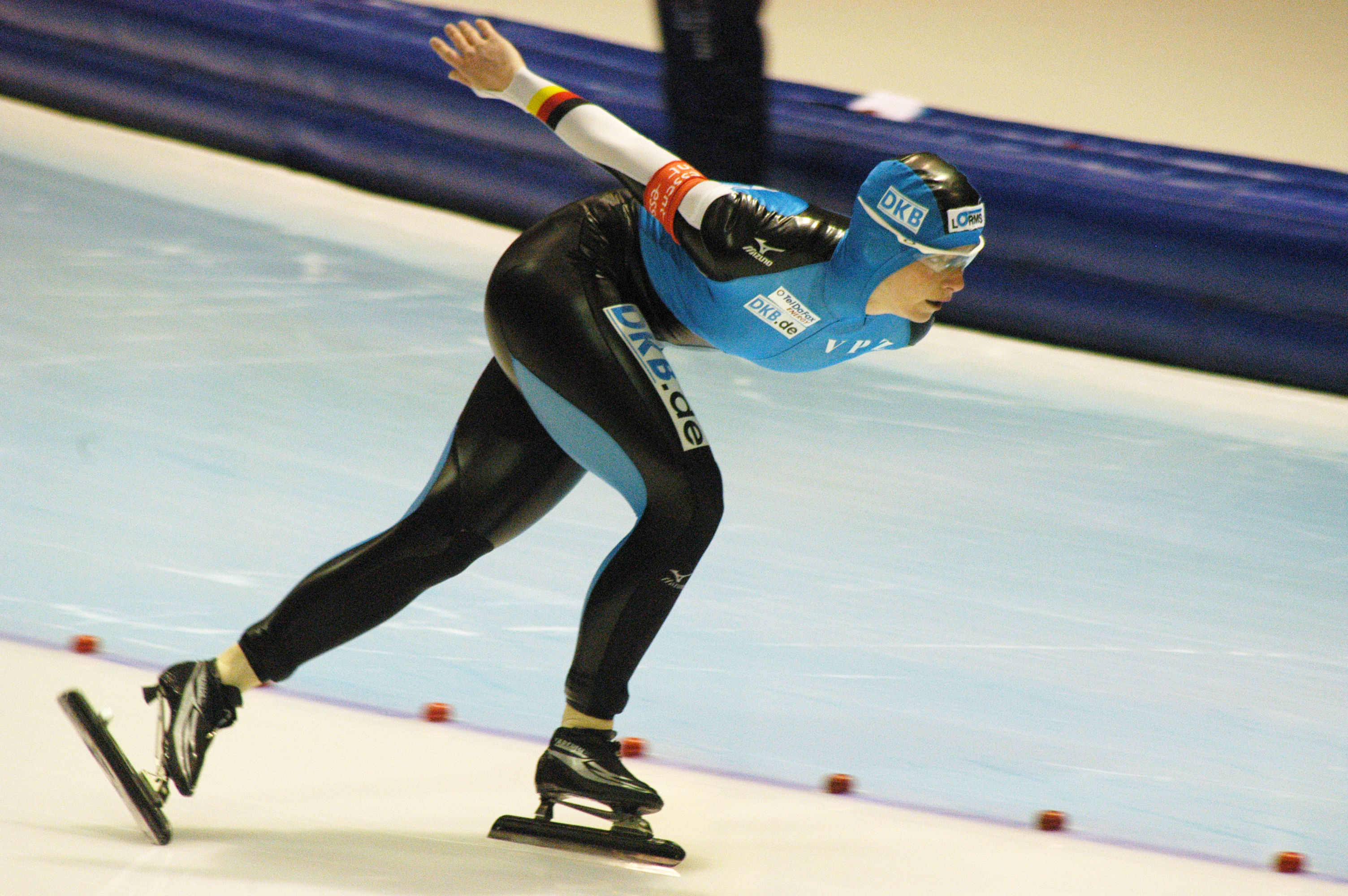
Monique Angermüller sobre patines de pala y con un traje que cubre todo el cuerpo en 2008

Los hielos artificiales entraron en las competiciones de pista larga con los Juegos Olímpicos de Invierno de 1960, y las competiciones de 1956 en el Lago de Misurina fueron las últimas competiciones olímpicas sobre hielo natural. En 1960 también se celebraron las primeras competiciones olímpicas de invierno para mujeres. Lidia Skoblikova ganó dos medallas de oro en 1960 y cuatro en 1964.
También se desarrollaron trajes de patinaje más aerodinámicos, con el patinador suizo Franz Krienbühl (que terminó octavo en los 10.000 m olímpicos a la edad de 46 años) al frente del desarrollo. Después de un tiempo, los equipos nacionales se encargaron del desarrollo de los trajes corporales, que también se utilizan en el patinaje de pista corta, aunque sin la cubierta de la cabeza unida al traje -los patinadores de pista corta usan cascos en su lugar, ya que las caídas son más comunes en las carreras de masa. Los trajes y el patinaje en pista cubierta, así como los clap skate, han contribuido a rebajar considerablemente los récords mundiales de pista larga; desde 1971 hasta 2009, la velocidad media en los 1500 metros masculinos ha pasado de 45 a 52 km/h. En las demás distancias se registran aumentos de velocidad similares.

### Profesionalismo
Después de la temporada de 1972, los patinadores de pista larga europeos fundaron una liga profesional, la Liga Internacional de Patinaje de Velocidad, que incluía a Ard Schenk, tres veces medallista de oro olímpico en 1972, así como a cinco noruegos, otros cuatro holandeses, tres suecos y algunos otros patinadores. Jonny Nilsson, campeón del mundo en 1963 y medallista de oro olímpico, fue el impulsor de la liga, que se plegó en 1974 por razones económicas, y la ISU también excluyó a las pistas que albergaban carreras profesionales de los futuros campeonatos internacionales. La ISU organizó más tarde su propio circuito de la Copa del Mundo con premios en metálico, y en los años 90 se desarrollaron equipos profesionales a tiempo completo en los Países Bajos, lo que les llevó a un dominio en el lado masculino sólo desafiado por los corredores japoneses de 500 m y los patinadores en línea estadounidenses que cambiaron a las pistas largas para ganar el oro olímpico.

### Profesionales norteamericanos
Durante el siglo XX, el patinaje sobre ruedas también se desarrolló como deporte de competición. Las carreras de patinaje fueron profesionales desde una etapa temprana. Los campeonatos mundiales profesionales se organizaron en Norteamérica entre los competidores de ese circuito. Más tarde, aparecieron las ligas de roller derby, un deporte de contacto profesional que originalmente era una forma de carrera. FIRS Los campeonatos mundiales de patinaje de velocidad en línea se remontan a la década de 1980, pero muchos campeones mundiales, como Derek Parra y Chad Hedrick, se han pasado al hielo para ganar medallas olímpicas.
Al igual que el patinaje sobre ruedas, el patinaje de velocidad sobre hielo también fue profesional en Norteamérica. Oscar Mathisen, cinco veces campeón mundial de la ISU y tres veces campeón de Europa, renunció a su condición de aficionado en 1916 y viajó a América, donde ganó muchas carreras, pero fue derrotado por Bobby McLean de Chicago, cuatro veces campeón de Estados Unidos, en una de las carreras. Chicago fue un centro del patinaje de velocidad sobre hielo en Estados Unidos; el Chicago Tribune patrocinó una competición llamada los Patines de Plata desde 1912 hasta 2014.

### La pista corta entra en los Juegos Olímpicos
En 1992, el patinaje de velocidad en pista corta fue aceptado como deporte olímpico. El patinaje de velocidad en pista corta tenía pocos seguidores en los países europeos que practicaban el patinaje de velocidad en pista larga, como Noruega, los Países Bajos y la antigua Unión Soviética, y ninguna de estas naciones había ganado medallas oficiales (aunque los Países Bajos ganaron dos medallas de oro cuando este deporte era un evento de demostración en 1988). La publicación noruega Sportsboken dedicó diez páginas a detallar las pruebas de patinaje de velocidad en pista larga en los Juegos de Albertville de 1993, pero la pista corta no se mencionó ni una palabra, aunque las páginas de resultados aparecieron en esa sección.
Aunque esta forma de patinaje de velocidad es más reciente, está creciendo más rápidamente que el patinaje de velocidad de pista larga, en gran parte porque la pista corta puede realizarse en una pista de hockey sobre hielo en lugar de un óvalo de pista larga.

## Equipamiento
Los patines de velocidad difieren en gran medida de los patines de hockey y de los patines artísticos. A diferencia de los patines de hockey y los patines artísticos, los patines de velocidad se cortan en el tobillo y se construyen más como un zapato que como una bota para permitir una mayor compresión del tobillo. Las cuchillas tienen una longitud que oscila entre los 30 y los 45 cm, según la edad y la altura del patinador. Las cuchillas de pista corta se fijan a la bota en el talón e inmediatamente detrás de la bola del pie. Los patines de pista larga, también llamados patines de pala, se fijan a una bisagra en la parte delantera de la bota. El talón de la bota se separa de la cuchilla en cada carrera, a través de un mecanismo de resorte situado en el conector delantero. Esto prolonga la carrera del patinador al mantener la cuchilla en el hielo durante más tiempo. Los patines de velocidad se afilan manualmente utilizando una plantilla para mantenerlos en su sitio.
Pista corta
Todos los patinadores de pista corta deben tener patines de velocidad, un traje de piel spandex, casco protector, guantes de patinaje específicos a prueba de cortes, rodilleras y espinilleras (en el traje), protector de cuello (estilo babero) y protección para los tobillos. Las gafas de protección son obligatorias. Muchos patinadores llevan puntas lisas de cerámica o de fibra de carbono en el guante de la mano izquierda para reducir la fricción cuando su mano está en el hielo en las curvas. Todos los patinadores que compiten a nivel nacional deben llevar un traje de kevlar a prueba de cortes para protegerse de los cortes de la cuchilla de otro patinador.
Pista larga
Los patinadores de pista larga deben llevar el mismo equipo que los corredores de pista corta, pero con la excepción de un casco, espinilleras, rodilleras y protector de cuello, que no son necesarios; junto con sus cuchillas. Los patinadores de pista larga patinan con lo que se denomina "cuchillas de pala". Estas cuchillas tienen bisagras debajo de la bota hacia la parte trasera. Se describe con más detalle más arriba. Las gafas de protección no son obligatorias. Tampoco es necesario que el traje sea de kevlar. Los patinadores de pista larga llevan una capucha integrada en el traje.
aunque es un gran deporte es muy similar al patinaje de velocidad sobre ruedas 